# Memorando McCollum
O memorando McCollum, foi um memorando, datado de 7 de outubro de 1940, enviado pelo Tenente-Comandante Arthur H. McCollum em sua qualidade de diretor da seção do Extremo Oriente Asiático do Escritório de Inteligência Naval. Foi enviado aos capitães da Marinha Dudley Knox, que tinham reservas com as ações descritas no memorando, e Walter Stratton Anderson. Robert Stinnett afirma que este memorando era parte de uma conspiração da Administração Roosevelt para secretamente provocar os japoneses a atacar os Estados Unidos, a fim de trazer os Estados Unidos para a guerra europeia sem gerar desprezo público sobre promessas políticas quebradas. A Alemanha não era obrigada a ajudar o Japão se atacasse um terceiro, já que o Pacto Tripartite era de natureza defensiva, algo negligenciado por Stinnett. Não foi até novembro de 1941 que a Alemanha deu ao Japão garantias secretas fora das disposições do tratado. Stinnett atribuiu a McCollum uma posição que McCollum mais tarde repudiou expressamente. O historiador militar norte-americano Conrad Crane rejeitou as afirmações de Stinnett como uma distorção do documento original.
O memorando delineou a situação geral de várias nações na Segunda Guerra Mundial e recomendou um curso de ação de oito partes para os Estados Unidos tomarem em relação ao Império Japonês no Pacífico Sul, sugerindo que os Estados Unidos empreendessem uma série de ações "que serviriam como um controle eficaz contra as invasões japonesas no sudeste asiático". O documento também pede a guerra com o Japão como uma possível solução para contê-la, mas reconhece que "não se acredita que, no atual estado de opinião política, o governo dos Estados Unidos seja capaz de declarar guerra contra o Japão sem mais delongas".
Em julho de 1941, o Japão passou a ocupar a metade sul da Indochina francesa para cortar o fornecimento para o governo chinês, o que induziu um embargo de petróleo paralisante. A retaliação econômica dos Estados Unidos causou uma crise dentro do governo japonês, já que Washington exigiu a retirada das tropas japonesas na China em troca da revogação do embargo. Os moderados no Japão estavam dispostos a se comprometer, mas isso foi rapidamente interrompido pelos militantes, que decidiram por um curso de guerra para enfrentar a crise econômica e tomar esses recursos pela força. Embora isso possa ter induzido a reação que McCollum esperava, o governo japonês exigiu que eles fossem autorizados a exercer controle sobre seus territórios chineses ocupados, algo que os Estados Unidos não estavam dispostos a aceitar. As evidências de que Roosevelt já viu o memorando antes desses eventos são, na melhor das hipóteses, duvidosas, enquanto o documento em si poderia ser interpretado como um documento sem sanção oficial do governo dos EUA. Roosevelt esperava um ataque à Malásia Britânica e às Índias Orientais Holandesas, mas não ao Havaí.

## O Plano de Oito Ações

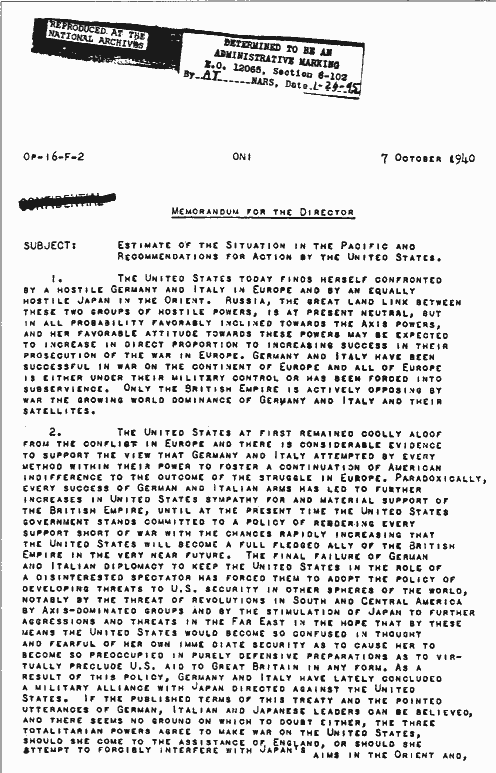
Memorando McCollum, página 1

O memorando de McCollum continha um plano de oito partes para combater o crescente poder japonês sobre o Leste Asiático, introduzido com este parágrafo curto e explícito:
Não se acredita que, no estado atual da opinião política, o governo dos Estados Unidos seja capaz de declarar guerra contra o Japão sem mais delongas; e é quase impossível que uma ação vigorosa de nossa parte possa levar os japoneses a modificar sua atitude. Portanto, sugere-se o seguinte curso de ação:
A. Estabelecer um acordo com a Grã-Bretanha para a utilização de bases britânicas no Pacífico, em particular Singapura
B. Estabelecer um acordo com os Países Baixos para a utilização de instalações de base e a aquisição de fornecimentos nas Índias Orientais Neerlandesas
C. Dar toda a ajuda possível ao governo chinês de Chiang-Kai-Shek
D. Enviar uma divisão de cruzadores pesados de longo alcance para o Oriente, Filipinas ou Singapura
E. Enviar duas divisões de submarinos para o Oriente
F. Manter a principal força da frota dos EUA agora no Pacífico[,] nas proximidades das ilhas havaianas
G. Insistem em que os Países Baixos se recusem a satisfazer os pedidos japoneses de concessões económicas indevidas, em particular o petróleo
H. Embargo completo de todo o comércio dos EUA com o Japão, em colaboração com um embargo semelhante imposto pelo Império Britânico
Se por esses meios o Japão pudesse ser levado a cometer um ato de guerra ostensivo, tanto melhor. Em todo o caso, temos de estar plenamente preparados para aceitar a ameaça de guerra.

## Recepção das Oito Ações
O memorando foi lido e anexado pelo capitão Knox, que escreveu (pg. 6):
É inquestionavelmente do nosso interesse que a Grã-Bretanha não seja derrotada – no momento, ela está em um impasse e provavelmente não pode fazer melhor. Devemos garantir que ela, pelo menos, consiga um impasse. Para isso, ela provavelmente precisará de nós um substancial número de contratorpedeiros adicionais e reforços aéreos para a Inglaterra. Não devemos precipitar nada no Oriente que possa prejudicar nossa capacidade de fazer isso – enquanto a probabilidade continuar. Se a Inglaterra permanecer estável, o Japão será cauteloso no Oriente. Portanto, nossa assistência à Inglaterra no Atlântico também é uma proteção para ela e para nós no Oriente. No entanto, concordo com suas ações. Devemos estar prontos em ambos os lados e provavelmente fortes o suficiente para cuidar de ambos.
Esta declaração implica que, embora os Estados Unidos pudessem desejar apoiar a Grã-Bretanha, não justificava uma provocação imprudente que pudesse ter impedido, em sua análise, a prossecução de uma guerra com a Alemanha. Ele, no entanto, considerava que os interesses americanos no Extremo Oriente estavam alinhados com os do Império Britânico.

A caracterização do memorando de McCollum como uma receita para a guerra não foi aceita pelo historiador militar do Exército dos EUA Conrad Crane, que escreveu:
Uma leitura atenta mostra que suas recomendações visavam deter e conter o Japão, enquanto preparavam melhor os Estados Unidos para um futuro conflito no Pacífico. Há uma observação casual de que um ato de guerra japonês explícito tornaria mais fácil obter apoio público para ações contra o Japão, mas a intenção do documento não era garantir que esse evento acontecesse. 